# 28072 Lindbowerman
28072 Lindbowerman este un asteroid din centura principală de asteroizi.

## Descriere
28072 Lindbowerman este un asteroid din centura principală de asteroizi. A fost descoperit pe 17 august 1998 la Socorro, New Mexico, în cadrul proiectului LINEAR. Asteroidul prezintă o orbită caracterizată de o semiaxă mare de 2,46 ua, o excentricitate de 0,20 și o înclinație de 3,3° în raport cu ecliptica.